# Ledjanaja (Cheta)
Die Ledjanaja (russisch Ледяная) ist ein etwa 150 km langer rechter Nebenfluss der Cheta im Norden der russischen Region Krasnojarsk.

## Verlauf
Die Ledjanaja verläuft in einer weitgehend unbewohnten Tundralandschaft nördlich des Polarkreises. Sie entspringt im Norden des Putorana-Gebirges auf einer Höhe von etwa 590 m. Sie fließt anfangs knapp 35 km in nördlicher Richtung durch das Bergland. Anschließend wendet sie sich nach Osten. Bei Flusskilometer 118 trifft ein größerer namenloser Nebenfluss von rechts auf die Ledjanaja. Diese wendet sich im Anschluss nach Nordwesten. Kurz darauf, etwa bei Flusskilometer 100, erreicht der Fluss das Nordsibirische Tiefland am Südrand der Taimyrsenke. Die Ledjanaja durchquert im Unterlauf ein mit vielen kleineren Seen durchsetztes Tiefland und bildet abschnittsweise Flussschlingen aus. Sie mündet schließlich in die Cheta, der linke Quellfluss der Chatanga.

## Einzugsgebiet
Das Einzugsgebiet der Ledjanaja umfasst etwa 1750 km². Dieses grenzt im Osten an das der Linken Bojarka, im äußersten Süden an das des Ajakli sowie im Westen an das der oberstrom gelegenen Cheta. 